# Zackenlinien-Bodeneule
Die Zackenlinien-Bodeneule (Standfussiana lucernea), zuweilen auch Standfuß-Zackenbinden-Erdeule genannt, ist ein Schmetterling (Nachtfalter) aus der Familie der Eulenfalter (Noctuidae).

## Merkmale

### Falter
Die Flügelspannweite der Falter beträgt 36 bis 47 Millimeter. Die Grundfärbung der Vorderflügeloberseite variiert von bleigrau über bläulich grau bis zu erdbraun. Ring- und Nierenmakel sind meist sehr undeutlich ausgebildet. Die Querlinien sind dunkelgrau und stark gezackt, zuweilen verwischt. Die Oberseite der Hinterflügel hat eine graue Farbe und ist in der Submarginalregion verdunkelt. Die Fransen sind seidig weiß.

### Raupe
Jüngere Raupen sind überwiegend in Grüntönen gefärbt und mit braunen oder rosa Flecken versehen, weisen jedoch keine schwarzen Zeichnungselemente auf. Die erwachsenen Tiere sind dunkel olivgrün, haben zuweilen noch kontrastierende gelbe Rückenflecke, sind manchmal jedoch fast einfarbig.

### Ähnliche Arten
Die Grundfarbe von  Standfussiana dalmata tendiert in der Regel mehr zu hellgrauen bis gelbgrauen Tönungen. Bei der Simulans-Bodeneule (Rhyacia simulans) ist die Ringmakel heller und deutlicher ausgebildet.

## Verbreitung und Lebensraum
Die Art  kommt in Fennoskandinavien, auf den Britischen Inseln, den Hochlagen der Alpen, Pyrenäen und des Apennin sowie auf der Balkanhalbinsel vor. Außerhalb Europas wurde sie Richtung Osten bis zum Elburs-Gebirge nachgewiesen. Hauptlebensraum sind steile, felsige Küstengebiete, karstige Berglandschaften sowie Geröll- und Schutthalden bis in Höhen von 3000 Metern.

## Unterarten
Neben der in Nordeuropa und den Alpen vorkommenden Nominatform Standfussiana lucernea lucernea sind weitere Unterarten mit den folgenden Bezeichnungen bekannt:
- Standfussiana lucernea arguta (Corti & Draudt, 1933), Pyrenäen
- Agrotis lucernea bureschi Tuleschkow, 1932, Belasiza
- Standfussiana lucernea cataleuca (Boisduval, 1933), Schweiz, Frankreich
- Standfussiana lucernea elbursica Boursin, 1936, Iran, Elburs
- Standfussiana lucernea illyrica Rebel & Zerny, 1932, Albanien
- Rhyacia lucernea kuruschicola Boursin, 1940, Dagestan
- Standfussiana lucernea pescona (Corti & Draudt, 1933), Apennin

## Lebensweise
Die Zackenlinien-Bodeneule bildet eine Generation pro Jahr, deren Falter zwischen Juni und September fliegen. Sie sind tag- und nachtaktiv, saugen Nektar an Blüten und besuchen künstliche Lichtquellen sowie Köder. Die Raupen ernähren sich von verschiedenen niedrigen Pflanzen, dazu zählen: Glockenblumen- (Campanula), Fetthennen- (Sedum), Steinbrech- (Saxifraga), Primel- (Primula) und Sternmieren-Arten (Stellaria). Die Raupen überwintern.

## Gefährdung
Die Zackenlinien-Bodeneule kommt in Deutschland an wenigen gebirgigen Plätzen in Bayern und Baden-Württemberg vor und wird auf der Roten Liste gefährdeter Arten in Kategorie V („auf der Vorwarnliste“) geführt.